# Isa (Nigeria)
Pour les articles homonymes, voir Isa.
Isa est une zone de gouvernement local de l'État de Sokoto au Nigeria,. La capitale en est la ville d'Isa.

## Source
- (en) Cet article est partiellement ou en totalité issu de l’article de Wikipédia en anglais intitulé « Isa, Nigeria » (voir la liste des auteurs).